# Miles Master
Il Miles Master fu un aereo da addestramento avanzato biposto, monomotore e ad ala bassa, sviluppato dall'azienda britannica Miles Aircraft nei tardi anni trenta.
Destinato ad equipaggiare Royal Air Force (RAF) e Fleet Air Arm (FAA), rispettivamente l'aeronautica militare e la componente aerea della marina militare (Royal Navy) britannica, venne impiegato principalmente durante la seconda guerra mondiale. Realizzato in una serie di varianti in base alla disponibilità del motore, è stato anche modificato come caccia d'emergenza durante la Battaglia d'Inghilterra. Caratterizzato da buona velocità, robustezza e capacità acrobatiche, venne impiegato con ottimi risultati fino all'introduzione dei più specializzati caccia Supermarine Spitfire e Hawker Hurricane.

## Versioni
Miles M.9 Kestrel Trainer
prototipo addestratore alla caccia equipaggiato con motore Rolls-Royce Kestrel.
Miles M.9A Master I
iniziale versione di produzione in serie equipaggiata con motore Kestrel, realizzata in 900 esemplari.
Miles M.19 Master II
versione di produzione in serie equipaggiata con motore Bristol Mercury.
Miles M.24 Master Fighter
versione caccia d'emergenza monoposto, proposta ma mai realizzata, basata sul Master I, con postazione posteriore rimossa e sei mitragliatrici Browning calibro 0.303 in nel piano alare.
Miles M.27 Master III
sviluppo del Master II.

## Utilizzatori
Belgio
- Aviation militaire/Militair Vliegwezen

 Egitto
- Royal Egyptian Air Force

operò con 26 esemplari ex RAF forniti nel 1944.
 Francia
- Armée de l'air [3]

 Irlanda
- Aer Chór na hÉireann

operò con 12 Master II ex RAF (sei forniti nel 1943 più altri sei nel 1945),
 Portogallo
- Arma da Aeronáutica Militar

 Regno Unito
- Fleet Air Arm
- Royal Air Force

 Stati Uniti
- United States Army Air Forces

operò con un totale di 44 differenti Masters prestati all'USAAF per missioni di collegamento e traino bersagli alle unità dislocate nel Regno Unito.
 Sudafrica
- South African Air Force

453 Master II inviati al Sudafrica (incluso 25 esemplari persi in mare e mai giunti a destinazione).
 Turchia
- Türk Hava Kuvvetleri